# Tratado de Cooperação Mútua e Segurança entre os Estados Unidos e o Japão

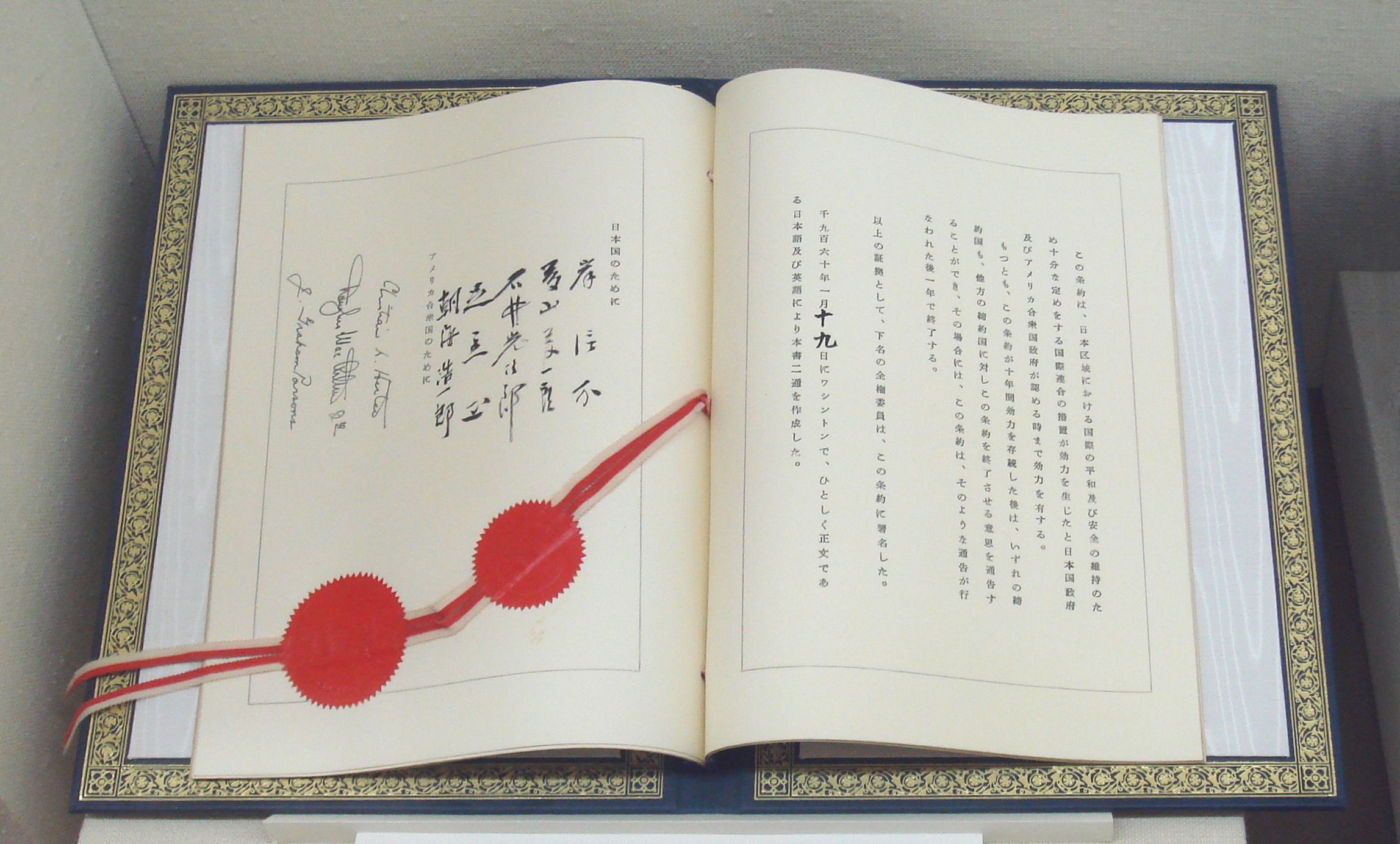
Tratado assinado em 19 de janeiro de 1960.

O Tratado de Mutua Cooperação e Segurança entre os Estados Unidos e o Japão (日本国とアメリカ合衆国との間の相互協力及び安全保障条約, Nippon-koku to Amerika-gasshūkoku to no Aida no Sōgo Kyōryoku oyobi Anzen Hoshō Jōyaku) foi assinado em 19 de janeiro de 1960 entre o Japão e os Estados Unidos. Foi uma renegociação do tratado mútuo de segurança entre os EUA e o Japão, assinado em setembro de 1951 (conhecido no mundo anglófono por Anpo, abreviatura de Anzen Hoshō Jōyaku) durante a assinatura do Tratado de São Francisco e da Lei de Assistência Militar dos Estados Unidos e seus aliados.
Ao ser assinado, ele continha cláusulas que permitiam aos Estados Unidos agir a fim de manter a paz no Leste Asiático e até exercer seu poder em querelas domésticas do Japão. Sua parte final foi excluída em sua forma revisada. No tratado com emendas, artigos que delineavam as obrigações de mútua defesa, a obrigação dos Estados Unidos em informar antecipadamente o Japão as mobilizações do exército americano foram incluídas para aliviar o status desigual sugerido pelo tratado assinado em 1952. O tratado estabelecia que qualquer ataque contra o Japão ou os Estados Unidos promovidos dentro do território de administração japonesa seria perigoso para a paz e segurança de ambos os países. Ele requeria que ambos os países agissem para encontra um perigo comum. Para corroborar este requerimento, o tratado estabelecia a presença contínua das bases militares no Japão.
O tratado também inclui provisões gerais sobre o desenvolvimento de cooperação internacional e cooperações econômicas futuras. 
O tratado durou mais que qualquer aliança entre dois grandes poderes desde os tratados da Paz de Vestfália de 1648. O tratado tinha um prazo mínimo de 10 anos. Contudo, ele permitia sua continuação a menos que uma das partes informasse com um ano de antecedência seu desejo por terminá-lo.

## Resumo
O antigo Tratado de Segurança de 1951 providenciou as bases iniciais para as relações de proteção do Japão com os Estados Unidos. Ele foi assinado após o Japão ter recobrado sua total soberania ao término da ocupação das forças aliadas.
Conversas bilaterais para revisar o pacto de segurança de 1951 começaram em 1959 e o novo Tratado de Cooperação Mútua e Segurança foi assinado em Washington em 19 de janeiro de 1960. Quando o pacto foi enviado à dieta para ratificação em 5 de fevereiro, ele se tornou assunto de um amargo debate sobre a relação entre o Japão e os Estados Unidos e o momento para atos violentos em um total esforço da oposição de esquerda para prevenir sua aprovação. Porém, sua ratificação pela Casa dos Representantes ocorreu em 20 de Maio. Deputados do Partido Socialista Japonês boicotaram a sessão da câmara baixa e tentaram impedir que os Partido Liberal Democrata entrassem na câmara, mas foram retirados à força pela polícia. Enormes protestos e levantes de estudantes e operários ocorreram após isso. Essas manifestações impediram uma visita agendada do presidente Dwight D. Eisenhower ao Japão e levaram à resignação do primeiro ministro Nobusuke Kishi, mas não antes do tratado passar por contumácia em 19 de junho, quando a Casa dos Conselheiros deixou de votar a questão dentro dos prazo requerido de trinta dias após a aprovação da câmara baixa. A negatividade em relação ao tratado foi grandemente baseada no argumento de que o artigo 6 do tratado ameaçava a soberania do Japão. O artigo 6 contém um Acordo de Estatuto Forças que permite os Estados Unidos utilizarem força militar e instalações utilizadas no Japão para propósitos de combate e não apenas para a defesa do Japão. 
Começando com o artigo 1, o tratado estabelecia que cada país procuraria resolver quaisquer disputas internacionais pacificamente. O tratado também dava proeminência aos Estados Unidos para utilizar agressão. O Artigo 5 que discutia sobre ataques armados por um terceiro, requeria que o Conselho de Segurança das Nações Unidas fosse envolvido e que quaisquer medidas tomadas pelos Estados Unidos e Japão cessassem "quando o Conselho de Segurança tivesse tomado as medidas necessárias para restaurar e manter a paz e segurança internacionais". Além disso, o artigo 10 permitia a ab-rogação do tratado se ambas as partes concordassem que as Nações Unidas tomassem medidas satisfatórias para prover estabilidade da paz e segurança no território japonês, ou seja, se e quando os Sistema de Segurança Coletiva das Nações Unidas ficasse vigente.  
Sob o tratado, ambas as partes assumiam a obrigação de manter e desenvolver suas capacidades para resistir a ataques armados em comum e se assistirem mutuamente em caso de ataque armado nos territórios sob administração japonesa. Foi entendido, entretanto, que o Japão não deveria ir defender os Estados Unidos pois estava constitucionalmente proibido de enviar forças armadas a um país estrangeiro (Artigo 9). Em particular, a constituição proíbe a manutenção de "forças terrestres, marinhas e aéreas". Isso também expressa a renúncia do povo japonês em "ameaçar ou usar da força como meio de resolver disputas internacionais". O escopo do novo tratado não se estendia às ilhas Ryukyu, mas uma minuta anexa deixava clara que em caso de um ataque armado nas ilhas, ambos os governos deveriam se consultar e tomar ações apropriadas. Diferente do pacto de segurança de 1951, o novo tratado provia um prazo de dez anos, após o qual poderia ser revogado por um ano através de notificação de ambas as partes.  
O artigo 6 do tratado contém um Acordo de Estatuto de Forças sobre as forças estacionárias dos Estados Unidos no Japão, que especifica as provisões das instalações e áreas para seu uso e sob a administração dos cidadãos japoneses empregados nesse local.
As atas aprovadas ao tratado especificavam que o governo japonês seria consultado previamente sobre mudanças na utilização das forças dos Estados Unidos no Japão ou sobre o uso de bases japonesas para operações de combate que não fossem em defesa do Japão. Também cobria os limites da jurisdição dos dois países em relação a crimes cometidos no Japão pelos militares norte americanos.
Inicialmente, o Pacto de Assistência e Segurança Mútua de 1954 envolvia uma ajuda militar que provia fundos de aquisição do Japão, material e serviços para defesa essencial da nação. Apesar de o Japão não mais receber nenhuma assistência dos Estados Unidos a partir de 1960, o acordo continuou servindo como base para compra e acordos de licenciamento que garantem operabilidade mútua entre as armas das duas nações e para a liberação de dado classificado ao Japão, incluindo relatórios de inteligência internacional e informação técnica classificada.
Houve mais grandes protestos no Japão quando o pacto foi renovado em 1970, mas arrefeceram em seguida.
Além disso, houve uma alteração na política doméstica japonesa. Nobusuke Kishi precisou renunciar seu posto como primeiro ministro, sucumbindo aos diversos protestos contra o tratado. Kishi foi sucedido por Hayato Ikeda.